# Lyndon Ogbourne
Lyndon Saul Ogbourne es un actor británico, más conocido por haber interpretado a Nathan Wylde en Emmerdale.

## Biografía
Es hijo de Terry y Jeannette, tiene un hermano mayor el actor Tristan Beint y dos hermanas menores Eleanor y Perdi, su abuelo el actor Michael Beint.
Se entrenó en el London Academy of Music and Dramatic Art "LAMDA".

## Carrera
El 17 de febrero de 2009 se unió al elenco de la popular serie británica donde interpretó al empresario Nathan Wylde, el hermano de Maisie Wylde, su última aparición fue el 26 de noviembre de 2010 después de que decidiera irse de la villa luego de tener una pelea con su familia.
En el 2010 participó en un juego de fútbol para recaudar dinero en beneficencia para la caridad, entre alguno de los participantes estuvieron los actores Michael Le Vell, Ryan Thomas, Kelvin Fletcher, Adam Thomas, Andy Whyment, Craig Gazey y Danny Miller, actores que aparecen en series como Coronation Street, Emmerdale Farm y Waterloo Road.

## Filmografía
Serie de Televisión:
| Año         | Título         | Papel        | Notas                           |
| ----------- | -------------- | ------------ | ------------------------------- |
| 2009 - 2010 | Emmerdale Farm | Nathan Wylde | 262 episodios                   |
| 2008        | Doctors        | Ed Toomey    | episodio "Heston C in Da House" |
| 2006        | Robin Hood     | Rowan        | episodio "Truk Flu"             |
| 2006        | Spooks         | Blogger      | episodio # 5.2                  |

Películas:
| Año  | Título    | Papel       | Notas                                              |
| ---- | --------- | ----------- | -------------------------------------------------- |
| 2009 | Vidiotic  | -           | junto a Tom Andrews, Laura Pyper & Philip Arditti  |
| 2000 | Anchor Me | Joven Billy | junto a Iain Glen, Lucy Plummer & Andrew Lee Potts |

Departamento de Animación:
| Año  | Película | Notas    |
| ---- | -------- | -------- |
| 2009 | Vidiotic | animador |

## Premios y nominaciones
| Año  | Categoría           | Premio             | Serie          | Resultado |
| ---- | ------------------- | ------------------ | -------------- | --------- |
| 2010 | Best Newcomer       | British Soap Award | Emmerdale Farm | Nominado  |
| 2010 | Villain of the Year | British Soap Award | Emmerdale Farm | Nominado  |